# رجل القمر
رجل القمر هو فيلم خيال علمي كوميدي صيني من بطولة شين تانغ، ما لي وتشانغ يوان، عرض الفيلم في الصين في 29 يوليو 2022، وحقق إيرادات بلغت أكثر من 460 مليون دولار أمريكي.

## روابط خارجية
- رجل القمر على موقع IMDb (الإنجليزية)
- رجل القمر على موقع قاعدة بيانات الفيلم (الإنجليزية)
- رجل القمر على موقع ليتربوكسد (الإنجليزية)